# Фопма, Дженнифер
Дженнифер Фопма (англ. Jennifer Fopma) — американская пляжная волейболистка.
Родилась в голландском Лейдене в семье американцев. Когда Дженнифер был один год, семья вернулась в США. Обучалась в Университете Пеппердайна, продолжила обучение в калифорнийском Университете штата в Нортридже.
Замужем за тренером Джеффом Коновером. Проживает в Коста-Меса, Калифорния.

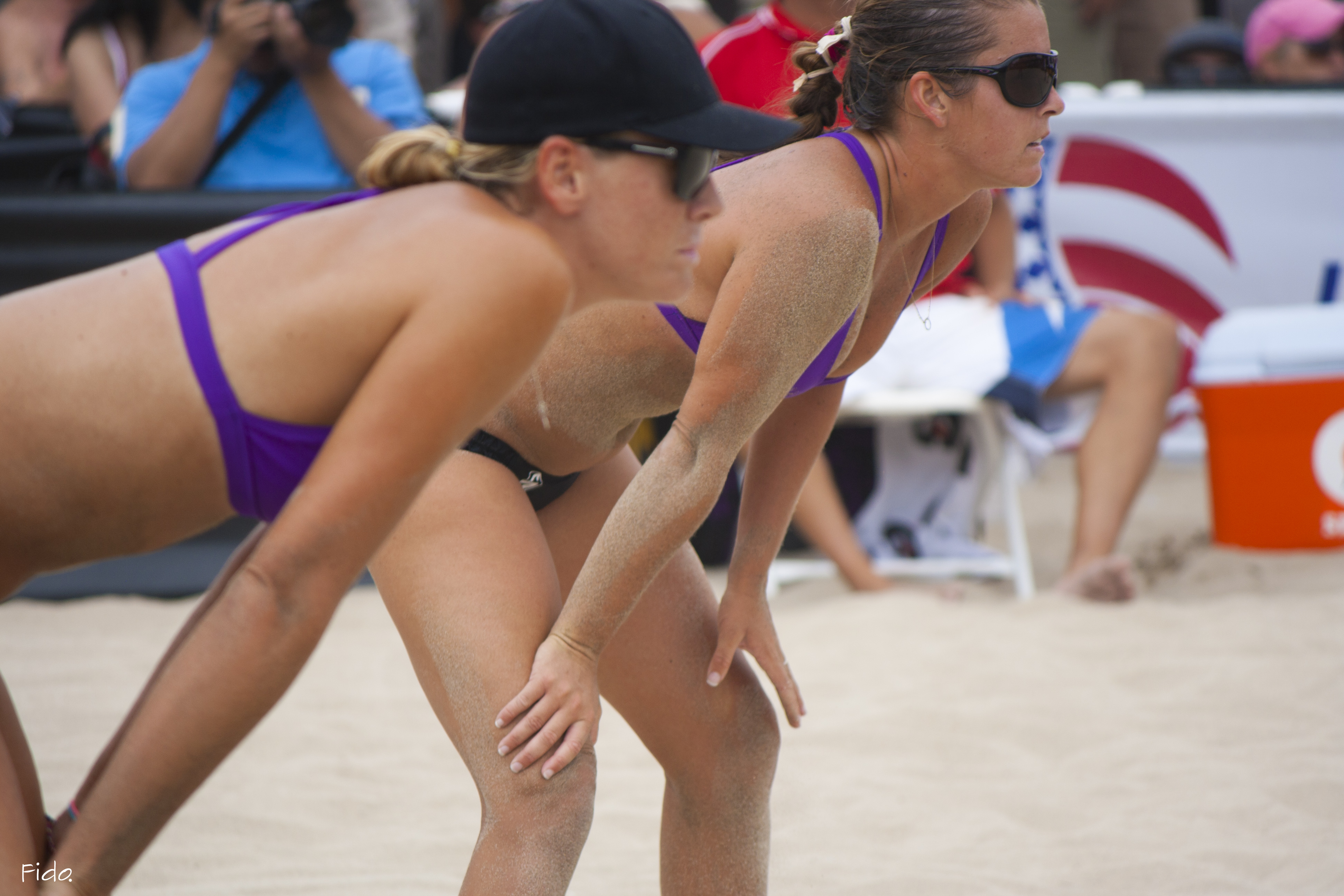
Брук Свит и Дженнифер Фопма